# Tvåtaktsmotor

Tvåtaktsmotor av ottotyp (bensinmotor).

En tvåtaktsmotor är en kolvmotor, vars funktionsprincip bygger på att kolven i varje rörelse uppåt (och därmed varannan rörelse totalt sett) komprimerar bränsleblandningen, varefter denna antänds. En sådan rörelse kallas takt och motorn har fått sitt namn efter att det går två takter på en cykel. (Första takten heter arbetstakt och andra takten avgastakt.)
Detta arbetssätt skiljer den från fyrtaktsmotorn, där varannan rörelse uppåt (och därmed var fjärde rörelse totalt) komprimerar bränsleblandningen. En tvåtaktsmotor ger därför mer effekt i förhållande till storlek och vikt än en fyrtaktsmotor. I de flesta tvåtaktsmotorer blandas smörjoljan med bränslet innan det sugs in i cylindern. Dock finns det en del tvåtaktsmotorer, bland annat utombordsmotorer till båtar, där smörjning av motorn sker på samma vis som på fyrtaktsmotorer, det vill säga att oljan sprids ut direkt inne i cylindern och sedan tas upp av motorn igen för att gå runt i ett kretslopp, och förbränns då inte som den gör hos en vanlig tvåtaktsmotor. Detta gör att färre skadliga partiklar släpps ut i avgaserna och att man inte behöver fylla på ny olja med jämna mellanrum eftersom den inte förbränns.
Smörjning hos en generell tvåtaktsmotor sker antingen via en pump som pumpar olja från en behållare eller blandas direkt med bensinen i tanken. De flesta tvåtaktare kräver 2 till 4 procent olja i bensinen men med moderna tvåtaktsoljor och moderna motorkonstruktioner kan det räcka med 1 procent.

## Tvåtaktsmotorer

### Med inblås direkt på insugsporten i cylindern
Cylindern gjutes med insugssporten som ett rör på cylindern med samma area och vinklar som är vanligt och med fläns. Kompressor eller turbo eller både och reglerar kompressionen. När kolven har stängt avgasporten direktinsprutas bränslet, gas, alkohol, bensin eller diesel så tidigt som möjligt, om möjligt redan vid inloppsporten, då blir den inte överhettad eller sotig.
Cylindern, hel utan topplock, bultas direkt på ett vevhus liknande en fyrtaktares, då får motorn trycksmörjning i hela motorn, och andra finesser som fyrtaktarna tagit fram under många år. Motorn kan byggas med en, två, tre, fyra eller så många cylindrar man vill.
Tvåtakts ottomotorer, där bränslet (ofta bensin) blandas med insugningsluften, är vanliga i mopeder, utombordsmotorer och diverse arbetsredskap som motorsågar och röjsågar där man eftersträvar låg vikt och enkel konstruktion, samt att motorn är okänslig för att vara "upp eller ned".
En tvåtaktsmotor blir oftast billigare att tillverka och underhålla än en fyrtaktsmotor eftersom den i regel saknar ventiler och därmed har färre rörliga delar. Istället för ventiler i topplocket andas tvåtaktsmotorn genom portar i cylinderväggen.
Skillnaden mellan en tvåtaktare och fyrtaktare är generellt att en fyrtaktare har högre kompression. Det leder till att fyrtaktaren ger maximalt vridmoment vid lägre varvtal men lite sämre toppeffekt än en tvåtaktare. Men det skiljer mycket mellan olika motorer.
Nya tvåtaktsmotorer använder reedventilstyrt insug som gör att ingen oförbränd bränsleblandning åker tillbaka mot förgasaren eller insprutaren, när kolvslaget går ner. Den ökar effekten och ger mindre utsläpp. Därför kommer en konventionell tvåtaktsmotor alltid att ha ett smalare effektregister men högre toppeffekt än motsvarande konventionella fyrtaktsmotor med lika stor cylindervolym.
Tvåtaktsmotorn har större miljöpåverkan än fyrtaktsmotorn, främst genom stora mängder av ett stort antal kolväten som går ut som avgaser. Det beror på ofullständig förbränning av bränsle och smörjolja som är inblandad i bränslet, mineralolja bryts bara sakta ner i naturen och hinner göra stor skada under tiden - en liter olja kan förstöra en miljon liter vatten. Vegetabilisk olja är däremot nedbrytbar.
Sedan 1980-talet har dock tillverkarna arbetat en hel del med att förbättra tvåtaktsmotorn, och numera har den nästan samma verkningsgrad som en fyrtaktsmotor. Detta har främst uppnåtts genom att införa elektroniskt styrd bränsleinsprutning.

### Tvåtaktarens expansionskammare
Eftersom de flesta tvåtaktsmotorer inte har någon avgasventil så åker en del av bränsleblandningen rakt i avgasporten och förblir därmed oförbränd. Denna förlust är tvåtaktsmotorns största stötesten. För att lösa detta har många tvåtaktsmotorer utrustats med ett expansionsrör (bilden ovan), som skapar mottryck av avgaserna och därmed höjer den effektiva kompressionen och hindrar oförbränd bränsleblandning att åka ut i avgasröret.
Expansionskammaren fungerar genom att avgaserna expanderar i den första "tratten", och suger ut avgaser och också ny bränsleluftblandning i avgasröret. Då avgaspulsen når den andra, motstående tratten reflekteras den tillbaka, och trycker åter in den färska bränsleblandningen i cylindern, då överströmningskanalen är stängd, men avgaskanalen ännu är öppen. Detta ger en överfyllning i cylindern redan innan kolven har stängt avgaskanalen, därav den radikalt höjda effekten.
Expansionsrör fungerar vid ett visst, mycket smalt varvtalsområde, det vill säga de varvtal röret ger ifrån sig mest effekt på. Expansionsrörets längd har direkt inverkan på vilket varvtal toppeffekten uppnås, då avgaspulserna rör sig med ljudets hastighet inuti expansionskammaren. Om rörets totallängd halveras, dubbleras varvtalet där toppeffekten finns. Oftast fås en högre effekt ut vid ett högre varvtal. Detta avgassystem ger stor effektökning och utnyttjas ofta vid till exempel mopedtrimning, då man ofta köper så kallat effektrör, vilket oftast är effektivare än originalröret. En moped utrustad med expansionskammare ger ofta ett så kallat "ketchupeffekt", det vill säga att effekten kommer mycket plötsligt vid ett visst varvtal.
Dock är nya tvåtaktsmotorer på till exempel en snöskoter nästan alltid utrustade med avgasventiler som gör att mindre oförbränd bränsleblandning åker ut i avgasporten när kolvrörelsen är i botten, samtidigt gör avgasventilen så att motorn får en ökad effekt och vridmoment.

## Tvåtakts dieselmotorer

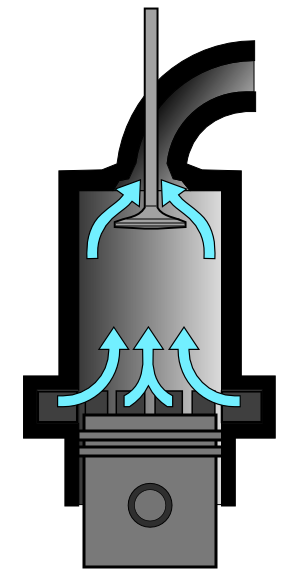
Gasflödet i en tvåtakts dieselmotor.

Tvåtakts dieselmotorer är den vanligaste typen av huvudmotor i maskineriet på större fartyg. Till skillnad från tvåtaktsmotorn av ottotyp har tvåtaktsdieseln hög verkningsgrad jämfört med andra motortyper. I dieselmotorn sprutas bränslet in direkt i cylindern vid förbränningen, och problemet med oförbränt bränsle i avgaserna uppstår inte. Luft med högre tryck används för spolning och därigenom undviks problemet med kvarvarande förbränningsrester (ofta är motorerna turboladdade). Vissa tvåtaktsdieslar har avgasventiler liknande fyrtaktsmotorns. Ofta är motorerna i fartyg mycket lågvarviga (cirka 100-200 varv per minut) och kan då direkt driva propellern utan nedväxling. Tvåtaktsmotorer kan i princip fungera oavsett rotationsriktning, och på vissa fartyg backar man genom att reversera maskinen. På så vis behövs ingen backväxel.